# Igreja da Trindade de Gergeti
Igreja da Trindade (em georgiano: წმინდა სამება) é um templo histórico da Igreja Ortodoxa Georgiana localizado no vilarejo de Gergeti, na Geórgia. Construído no século XIV no Monte Kazbek, está 2 170 metros acima do nível do mar.
Durante o regime socialista da URSS, os serviços religiosos foram proibidos, ficando apenas como uma atração turística. Com a queda no muro de Berlim, os religiosos voltaram a ministrar cultos no local.

## Galeria de imagens

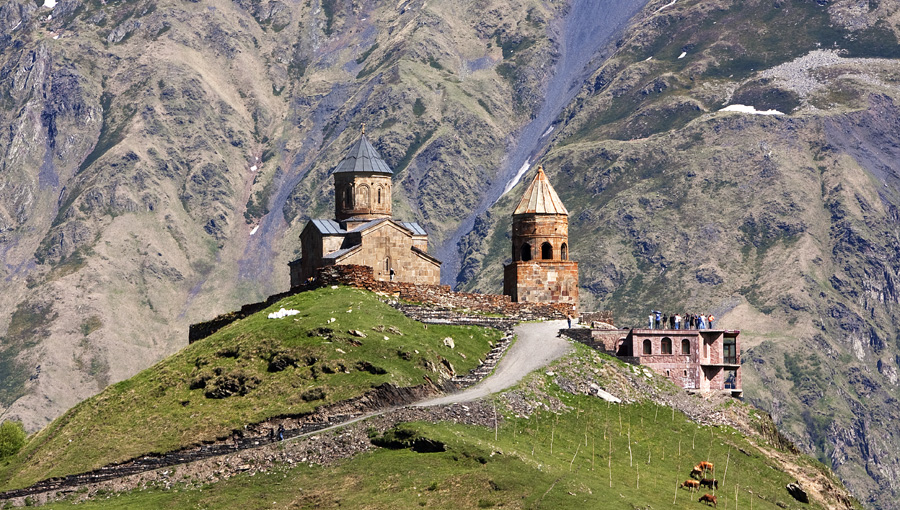
Em inglês Gergeti Trinity Church
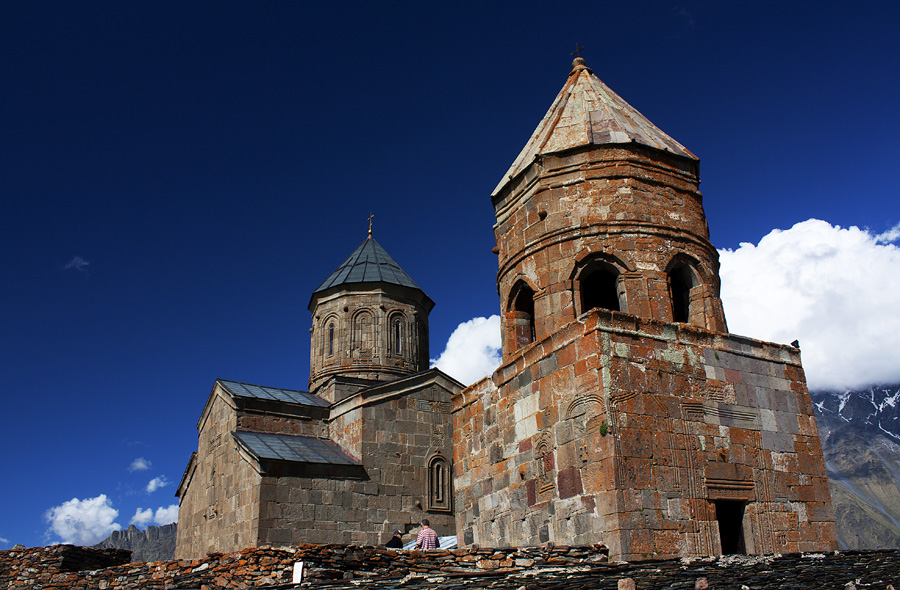
Em alemão Gergetier Dreifaltigkeitskirche
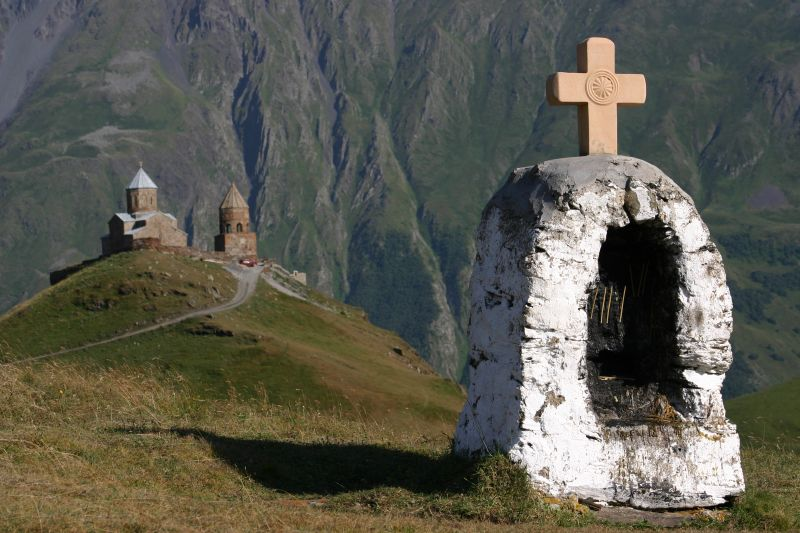
Tsminda Sameba
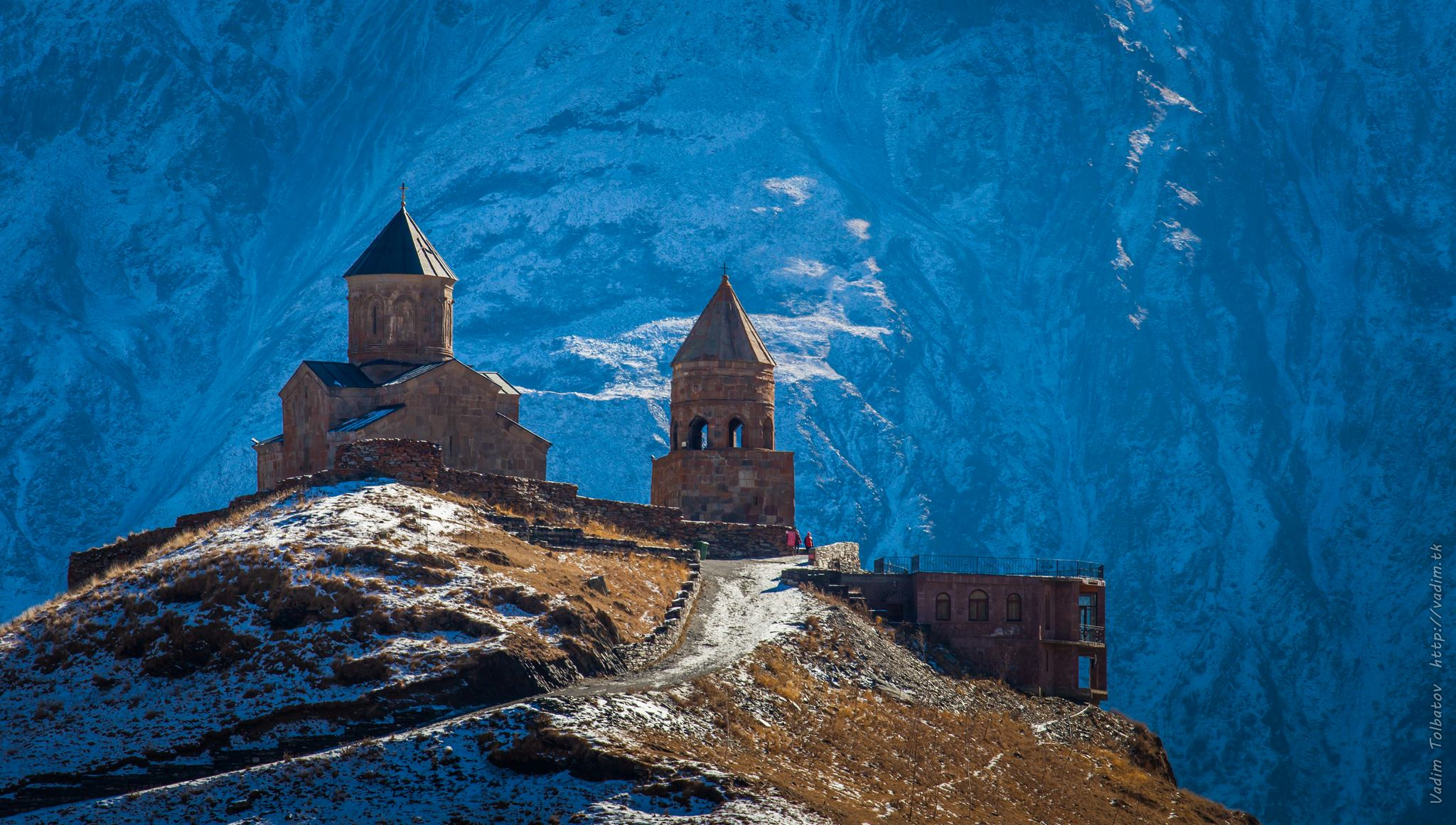
em georgiano:  წმინდა სამება